# Sinus en cosinus
De sinus en de cosinus zijn onderling sterk samenhangende goniometrische functies. Het waren oorspronkelijk functies van de hoeken in een rechthoekige driehoek. De sinus is daarin de verhouding van de tegenover de hoek liggende zijde en de schuine zijde, en de cosinus is de sinus van de complementaire hoek en dankt daaraan zijn naam. De cosinus is dus de verhouding van de aanliggende zijde en de schuine zijde. Beide functies spelen een belangrijke rol bij de bestudering van driehoeken, veelhoeken en cirkels, en vanwege het periodieke karakter ook bij de bestudering van periodieke verschijnselen. Sinus en cosinus zijn functies met als grafiek de bekende golflijn, de sinusoïde.

## Definities

### In een rechthoekige driehoek

Rechthoekige driehoek ABC

Oorspronkelijk was in een rechthoekige driehoek {\displaystyle ABC} met rechte hoek in het hoekpunt {\displaystyle C} en zijden {\displaystyle a,b,c}, de sinus van de hoek {\displaystyle \alpha } in het hoekpunt {\displaystyle A} gedefinieerd als:
{\displaystyle \sin(\alpha )={\frac {a}{c}}=\textstyle {\frac {\text{overstaande zijde}}{\text{schuine zijde}}}}
De cosinus was gedefinieerd als:
{\displaystyle \cos(\alpha )={\frac {b}{c}}=\textstyle {\frac {\text{aanliggende zijde}}{\text{schuine zijde}}}}
De cosinus is de sinus van het complement {\displaystyle \beta =(90^{\circ }-\alpha )} van {\displaystyle \alpha }:
{\displaystyle \cos(\alpha )=\sin(\beta )}
Omdat rechthoekige driehoeken met een van de scherpe hoeken gelijk aan {\displaystyle \alpha } alle gelijkvormig zijn, hangen de sinus en de cosinus niet af van de keuze van de driehoek.
Verder volgt uit de stelling van Pythagoras:
{\displaystyle \sin ^{2}(\alpha )+\cos ^{2}(\alpha )=1}

### Voor hoeken tot 360°

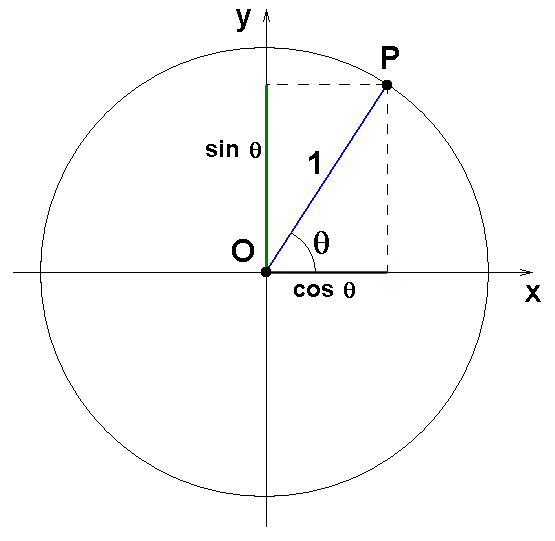

In bovenstaande definitie zijn sinus en cosinus alleen gedefinieerd voor scherpe hoeken, hoeken tussen 0 en 90°. Daarom is de definitie aanvankelijk uitgebreid tot hoeken tussen 0 en 360° met behulp van de goniometrische cirkel, de cirkel met straal 1 om de oorsprong. De voerstraal naar een punt {\displaystyle P=(x,y)} op deze cirkel maakt een hoek {\displaystyle \theta } met de positieve {\displaystyle x}-as, en de cosinus en de sinus worden gedefinieerd als de coördinaten van {\displaystyle P}:
{\displaystyle \sin(\theta )=y}
{\displaystyle \cos(\theta )=x}

### Voor willekeurige hoeken
De definitie kan nog verder uitgebreid worden tot willekeurige hoeken door deze te reduceren tot een hoek van 0 tot 360°. Een willekeurige hoek {\displaystyle \theta } is als hoek eigenlijk niet te onderscheiden van de hoek
{\displaystyle \theta _{0}=\theta {\pmod {360^{\circ }}}}
De definitie wordt daarom verder uitgebreid door voor alle hoeken {\displaystyle \theta +k\times 360^{\circ }} die een geheel veelvoud {\displaystyle k\times 360^{\circ }} van elkaar verschillen, te stellen:
{\displaystyle \sin(\theta +k\times 360^{\circ })=\sin(\theta )}
{\displaystyle \cos(\theta +k\times 360^{\circ })=\cos(\theta )}

### Radialen

Grafieken van de functies

De sinus en cosinus zijn op deze manier voor elk reële getal {\displaystyle x} in radialen gedefinieerd. Het zijn beide periodieke functies met periode {\displaystyle 2\pi }. Voor alle gehele getallen {\displaystyle k} geldt:
{\displaystyle \sin(x+2k\pi )=\sin(x)}
{\displaystyle \cos(x+2k\pi )=\cos(x)}

### Als machtreeks

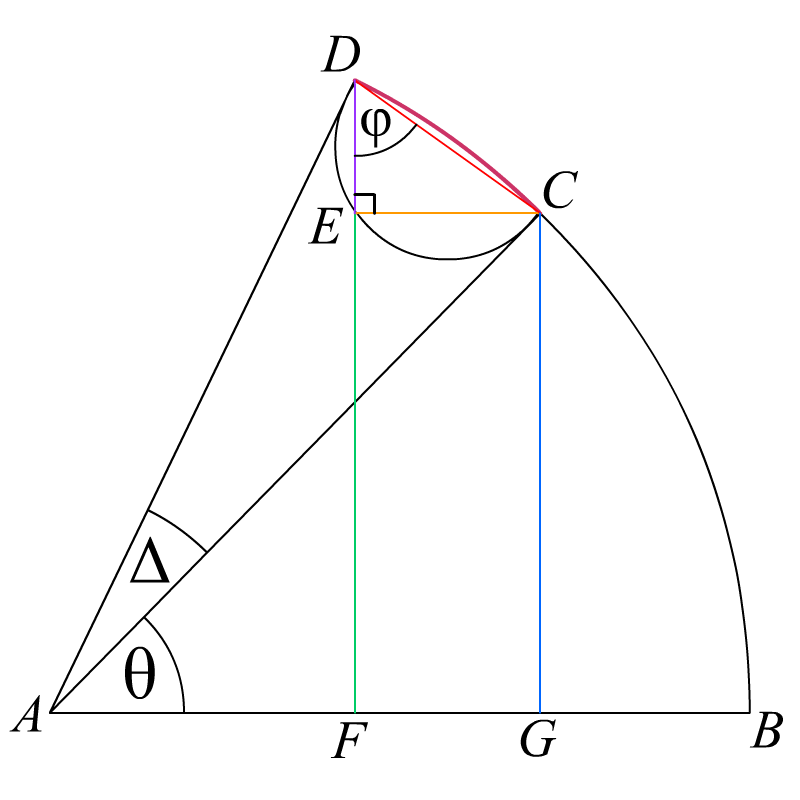

Met uitsluitend meetkundige argumenten en eigenschappen van de limiet kan aangetoond worden dat de sinus en de cosinus differentieerbaar zijn en dat:
{\displaystyle \sin '(x)=\cos(x)}
{\displaystyle \cos '(x)=-\sin(x)}
Uit de figuur blijkt bijvoorbeeld:
{\displaystyle \sin(\theta )=CG/CA}
{\displaystyle \sin(\theta +\Delta )=DF/DA=DF/CA}
{\displaystyle \varphi \approx \theta ;\quad \lim _{\Delta \to 0}\varphi =\theta }
{\displaystyle {\frac {\sin(\theta +\Delta )-\sin(\theta )}{\Delta }}={\frac {DE}{\Delta \cdot CA}}\approx {\frac {DE}{DC}}=\cos(\phi )}
Dus
{\displaystyle \sin '(\theta )=\lim _{\Delta \to 0}{\frac {DE}{\Delta \cdot CA}}=\lim _{\Delta \to 0}\cos(\phi )=\cos(\theta )}
Uit de relaties voor de afgeleiden volgt voor {\displaystyle n=0,1,2,\ldots } en {\displaystyle k=0,1,2,3,4}
{\displaystyle \sin ^{(4n+k)}(x)={\begin{cases}\sin(x)&{\text{voor }}k=0\\\cos(x)&{\text{voor }}k=1\\-\sin(x)&{\text{voor }}k=2\\-\cos(x)&{\text{voor }}k=3\end{cases}}}
Met dit resultaat kunnen voor de sinus en de cosinus taylorreeksen worden opgesteld. De volgende reeksontwikkelingen gelden voor de sinus en de cosinus:
{\displaystyle \sin(x)=\sum _{n=0}^{\infty }{\frac {(-1)^{n}}{(2n+1)!}}x^{2n+1}={\frac {1}{1!}}x-{\frac {1}{3!}}x^{3}+{\frac {1}{5!}}x^{5}-\ldots }
{\displaystyle \cos(x)=\sum _{n=0}^{\infty }{\frac {(-1)^{n}}{(2n)!}}x^{2n}=1-{\frac {1}{2!}}x^{2}+{\frac {1}{4!}}x^{4}-\ldots }
Deze machtreeksen worden ook in de analyse gebruikt als definitie van de beide functies.

### Differentiaalvergelijking
Het is ook mogelijk de sinus en de cosinus te definiëren met behulp van een stel differentiaalvergelijkingen. Zij zijn de enige oplossingen van het stelsel:
{\displaystyle \sin '(x)=\cos(x)}
{\displaystyle \cos '(x)=-\sin(x)}
met de randvoorwaarden
{\displaystyle \sin(0)=0}
{\displaystyle \cos(0)=1}

### Uitbreiding naar complexe getallen
De definitie als machtreeks maakt het mogelijk de sinus en de cosinus ook te definiëren voor complexe getallen {\displaystyle z}.
{\displaystyle \sin(z)=\sum _{n=0}^{\infty }{\frac {(-1)^{n}}{(2n+1)!}}z^{2n+1}={\frac {e^{iz}-e^{-iz}}{2i}}}
{\displaystyle \cos(z)=\sum _{n=0}^{\infty }{\frac {(-1)^{n}}{(2n)!}}z^{2n}={\frac {e^{iz}+e^{-iz}}{2}}}

## Geschiedenis
De sinus en cosinus werden bestudeerd door Hipparchus uit Nicaea (180–125 v.Chr.), Claudius Ptolemaeus uit Egypte (90–165),  Aryabhata (476–550), Varahamihira, Brahmagupta, Al-Chwarizmi, Omar Khayyám, Bhāskara II, Nasir al-Din al-Toesi, Rheticus en Regiomontanus (1464).
De Arabieren waren ook actief en introduceerden de sinus als gib, wat letterlijk koorde betekent. In de 12e eeuw werden de Arabische werken vertaald naar het Latijn. Hierbij werd gib verward met gaib, dat bocht of boezem betekent. Het Latijnse woord hiervoor is sinus. Ondanks de foute vertaling raakte het ingeburgerd.
De sinus en cosinus zijn verhoudingen van bepaalde zijden in een rechthoekige driehoek. De grootte van de driehoek speelt daarbij geen rol, voor een bepaalde hoek zijn de verhoudingen onafhankelijk van de grootte van de driehoek. Dit volgt onmiddellijk uit de definitie van gelijkvormigheid. Deze definitie van de sinus en cosinus wordt nog steeds onderwezen. Hoewel de regels niet moeilijk zijn, worden ze nog wel eens door elkaar gehaald. Het ezelsbruggetje 'solcaltoa' kan helpen de regels te onthouden.

## Eigenschappen
- {\displaystyle \cos(\theta )=\sin(90^{\circ }-\,\theta )}
- {\displaystyle \cos(\theta )=\sin(90^{\circ }+\,\theta )}
- {\displaystyle \sin(45^{\circ })=\cos(45^{\circ })}
- {\displaystyle \sin(135^{\circ })=-\cos(135^{\circ })}
- {\displaystyle \sin(-\theta )=-\sin(\theta )}
- {\displaystyle \cos(-\theta )=\cos(\theta )}
- {\displaystyle \sin(\theta )=\sin(180^{\circ }-\,\theta )}
- {\displaystyle \cos(\theta )=-\cos(180^{\circ }-\,\theta )}
- {\displaystyle \sin(180^{\circ }+\,\theta )=-\sin(\theta )}
- {\displaystyle \cos(180^{\circ }+\,\theta )=-\cos(\theta )}
- {\displaystyle \sin ^{2}(\theta )+\cos ^{2}(\theta )=1}

## Relatie met complexe exponent
{\displaystyle \sin x={\frac {e^{ix}-e^{-ix}}{2i}}}
en
{\displaystyle \cos x={\frac {e^{ix}+e^{-ix}}{2}}}
Deze formules definiëren de functies ook voor complexe {\displaystyle x}.
Deze twee relaties kunnen worden afgeleid uit de formule van Euler:
{\displaystyle e^{ix}=\cos x+i\sin x}

## Somformules
{\displaystyle \sin(a\pm b)=\sin a\cos b\pm \cos a\sin b}
{\displaystyle \cos(a\pm b)=\cos a\cos b\mp \sin a\sin b}
Zo zijn er meer goniometrische gelijkheden.

## Toepassingen
De sinus en de verwante goniometrische functies zoals de cosinus, worden in de wiskunde vaak toegepast. De sinusregel en de cosinusregel leggen het verband tussen de lengte van de zijden en de hoeken in een driehoek, maar de goniometrische functies liggen ook aan de basis van de studie van golven. Een van de eigenschappen van de sinus is dat de tweede afgeleide ook een sinus is, maar tegengesteld van teken en voor de cosinus geldt hetzelfde. Dit maakt de sinus en de cosinus een oplossing van de golfvergelijking, die een differentiaalvergelijking van de tweede graad is.
Een andere toepassing van de sinusfunctie en andere goniometrische functies is het converteren van een coördinaat in poolcoördinaten naar het cartesische coördinatenstelsel. De {\displaystyle x}- en {\displaystyle y}-coördinaat in een assenstelsel worden berekend via:
{\displaystyle x=r\cos \theta }
en
{\displaystyle y=r\sin \theta }
Daarin is {\displaystyle \theta } de poolhoek en {\displaystyle r} de poolstraal.

## Enkele voorbeelden
Het is praktisch enkele waarden van de sinus, de cosinus en de tangens te weten:
| graden   | 0°                | 30°                                        | 45°                                        | 60°                                        | 90°                                 |
| radialen | {\displaystyle 0} | {\displaystyle {\tfrac {1}{6}}\pi }        | {\displaystyle {\tfrac {1}{4}}\pi }        | {\displaystyle {\tfrac {1}{3}}\pi }        | {\displaystyle {\tfrac {1}{2}}\pi } |
| -------- | ----------------- | ------------------------------------------ | ------------------------------------------ | ------------------------------------------ | ----------------------------------- |
| sinus    | {\displaystyle 0} | {\displaystyle {\tfrac {1}{2}}}            | {\displaystyle {\tfrac {1}{2}}{\sqrt {2}}} | {\displaystyle {\tfrac {1}{2}}{\sqrt {3}}} | {\displaystyle 1}                   |
| cosinus  | {\displaystyle 1} | {\displaystyle {\tfrac {1}{2}}{\sqrt {3}}} | {\displaystyle {\tfrac {1}{2}}{\sqrt {2}}} | {\displaystyle {\tfrac {1}{2}}}            | {\displaystyle 0}                   |
| tangens  | {\displaystyle 0} | {\displaystyle {\tfrac {1}{3}}{\sqrt {3}}} | {\displaystyle 1}                          | {\displaystyle {\sqrt {3}}}                | geen                                |
Of, gemakkelijker te onthouden:
| graden   | 0°                                         | 30°                                        | 45°                                        | 60°                                        | 90°                                        |
| radialen | {\displaystyle 0}                          | {\displaystyle {\tfrac {1}{6}}\pi }        | {\displaystyle {\tfrac {1}{4}}\pi }        | {\displaystyle {\tfrac {1}{3}}\pi }        | {\displaystyle {\tfrac {1}{2}}\pi }        |
| -------- | ------------------------------------------ | ------------------------------------------ | ------------------------------------------ | ------------------------------------------ | ------------------------------------------ |
| sinus    | {\displaystyle {\tfrac {1}{2}}{\sqrt {0}}} | {\displaystyle {\tfrac {1}{2}}{\sqrt {1}}} | {\displaystyle {\tfrac {1}{2}}{\sqrt {2}}} | {\displaystyle {\tfrac {1}{2}}{\sqrt {3}}} | {\displaystyle {\tfrac {1}{2}}{\sqrt {4}}} |
| cosinus  | {\displaystyle {\tfrac {1}{2}}{\sqrt {4}}} | {\displaystyle {\tfrac {1}{2}}{\sqrt {3}}} | {\displaystyle {\tfrac {1}{2}}{\sqrt {2}}} | {\displaystyle {\tfrac {1}{2}}{\sqrt {1}}} | {\displaystyle {\tfrac {1}{2}}{\sqrt {0}}} |
| tangens  | {\displaystyle 0}                          | {\displaystyle {\sqrt {3}}^{-1}}           | {\displaystyle {\sqrt {3}}^{0}}            | {\displaystyle {\sqrt {3}}^{1}}            | geen                                       |

## Tekendriehoeken
In onderstaand figuur worden enkele waarden van basishoeken weergegeven, zoals men deze kan aflezen uit de lengte van de lijnen. De onderste vier getekende driehoeken zijn het begin van de spiraal van Theodorus. Daarboven een driehoek met gulden snede die de hoeken weergeeft van het pentagram. De tweede driehoek vanaf linksonder is de verhouding van A4-papier. De hoeken met waarden zijn allemaal te construeren met passer en liniaal.